# Fartränder
Fartränder, dekorativa färgade streck på sidan av bilar. De kan ha utseendet av eld (flames) eller bara vara färgade linjer (stripes). Så kallade racingränder sitter istället på bilens motorhuv och tak.